# Црвуљево
Црвуљево (мкд. Црвулево) је насеље у Северној Македонији, у источном делу државе. Црвуљево је село у саставу општине Карбинци.

## Географија
Црвуљево је смештено у источном делу Северне Македоније. Од најближег града, Штипа, насеље је удаљено 15 km северно.
Насеље Црвуљево се налази у историјској области Овче поље. Насеље је положено у долини реке Брегалнице, на левој обали реке. Југоисточно од насеља уздиже се побрђе Јуруклук, најнижи део планине Плачковице ка истоку. Надморска висина насеља је приближно 390 метара.
Месна клима је блажи облик континенталне због близине Егејског мора (жарка лета).

## Становништво
Црвуљево је према последњем попису из 2002. године имало 51 становника.
Већинско становништво су етнички Македонци (82%), а остало су махом Цинцари (16%). Турци су били искључиво становништво насеља до почетка 20. века, а потом су се спонтано иселили у матицу.
Претежна вероисповест месног становништва је православље.